# Te (kana)
A hiragana て, katakana テ, Hepburn-átírással: te, magyaros átírással: te japán kana. A hiragana és a katakana is a 天 kandzsiból származik. A godzsúonban (a kanák sorrendje, kb. „ábécérend”) a 19. helyen áll. A て Unicode kódja U+3066, a テ kódja U+30C6. A dakutennel módosított alakok (hiragana で, katakana デ) átírása de, kiejtése [de̞].
|            | Hepburn és magyaros | Hiragana (Unicode) | Katakana    |
| ---------- | ------------------- | ------------------ | ----------- |
| Alapalak   | te                  | て (U+3066)        | テ (U+30C6) |
| Dakutennel | de                  | で (U+3067)        | デ (U+30C7) |

## Vonássorrend
|  |  |
|  |  |